# Palais Botta Adorno
Le palais Botta ou Botta Adorno est un palais de style néoclassique comportant une longue façade le long de la Via Lanfranco et de la Piazza Botta Adorno Antoniotto dans la ville de Pavie, région de Lombardie, Italie. Autrefois la maison familiale des Botta, elle abrite actuellement le musée d'histoire naturelle de Pavie et le musée Camillo Golgi.

## Histoire
Le site était autrefois un ensemble de maisons et de propriétés qui, au XVe siècle, appartenaient à la famille Beccaria, plus tard à la famille Campeggi, et ensuite, en 1630-1650, occupée par la famille Botta, sous Francesca Beccaria Botta. Cette famille s'est jointe à la famille Adorno, une importante famille noble de Gênes. En 1693, Luigi Botta Adorno entreprit une reconstruction comprenant la riche décoration intérieure achevée au cours du siècle suivant. Le piano nobile possède un certain nombre de fresques au plafond attribuées à Giuseppe Natali. La famille Botta comprenait le poète Alessandro Botta; Giacomo Botta Adorno, feld-maréchal de l'empire des Habsbourg ; et Antoniotto Botta Adorno (1688–1774), général d'Eugène de Savoie et plus tard des Habsbourg, et plénipotentiaire aux Pays-Bas pour le Saint-Empire romain germanique.
Aux XVIIe et XIXe siècles, l'édifice, considéré comme l'un des plus beaux palais de Pavie, accueillit et accueillit de nombreuses personnalités: le roi Philippe V d'Espagne en 1702, Marie-Louise d'Espagne en 1765, en 1805 Napoléon y séjourna avec sa femme Joséphine, l'empereur François II y séjourna en 1816, qui y revint également en juin 1825, l'empereur Ferdinand Ier en 1838 puis le maréchal Radetzky, le roi Charles Albert en 1848 et, enfin, Victor Emmanuel II en 1859.
En 1887, après la mort du dernier descendant de la famille Botta Adorno, l'héritier le marquis Cusani Visconti vendit le palais à l'université. À partir des années 1890, l'université a commencé à déplacer ses instituts d'anatomie, de physiologie, d'hygiène et de physiologie sur ce site.

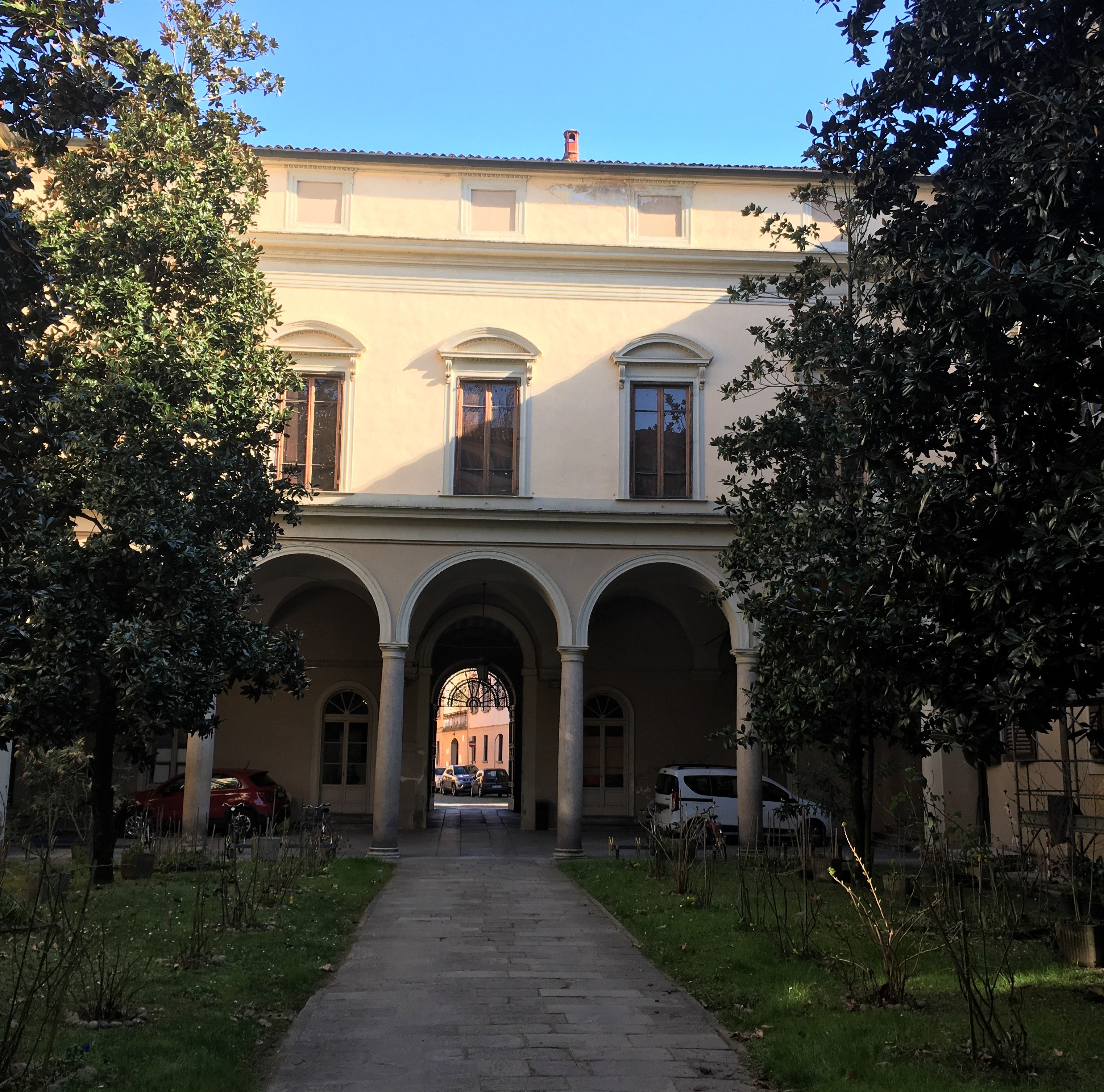
Une des cours du complexe.
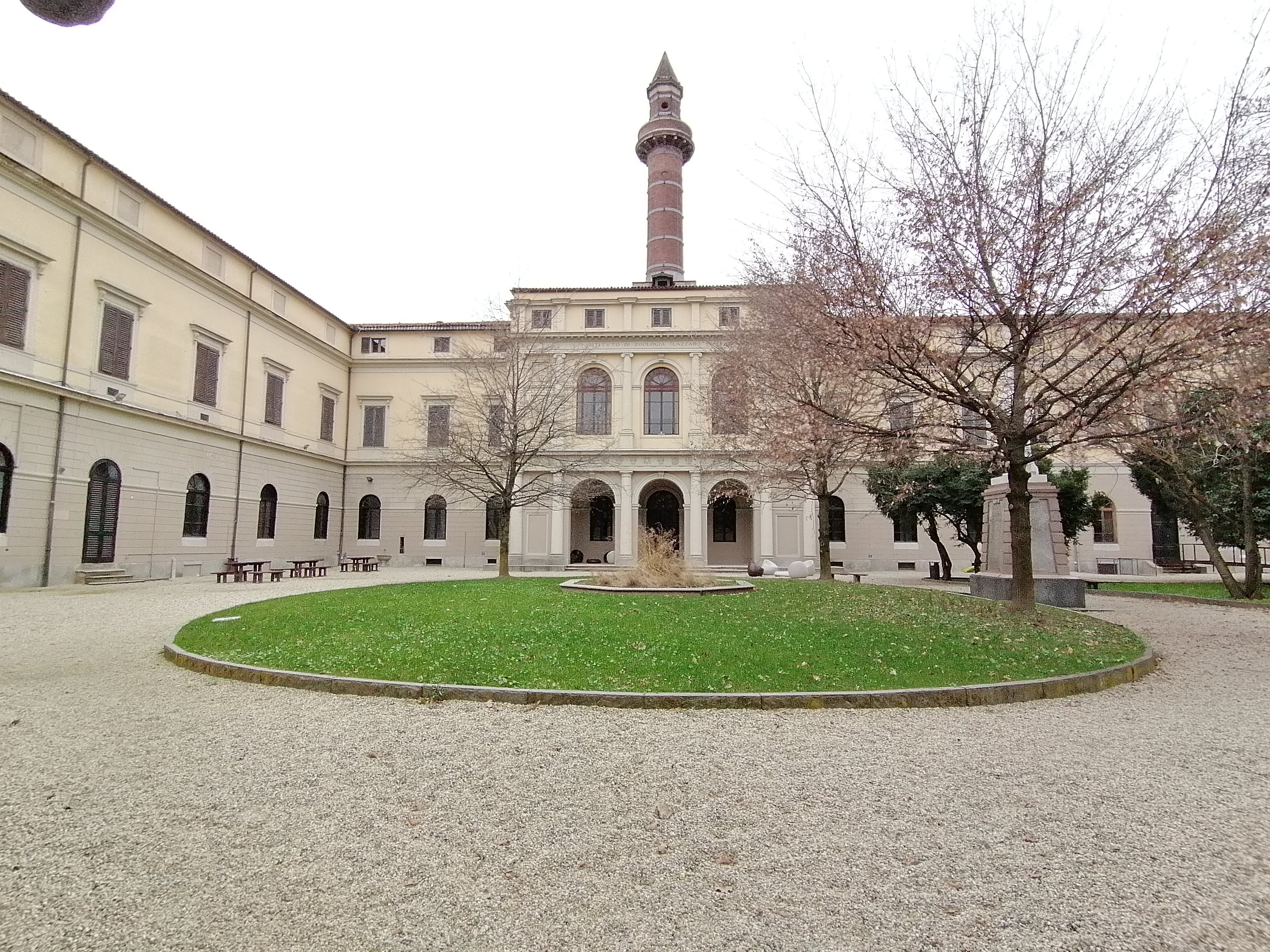
La cour qui abrite le musée d'histoire naturelle de Pavie.
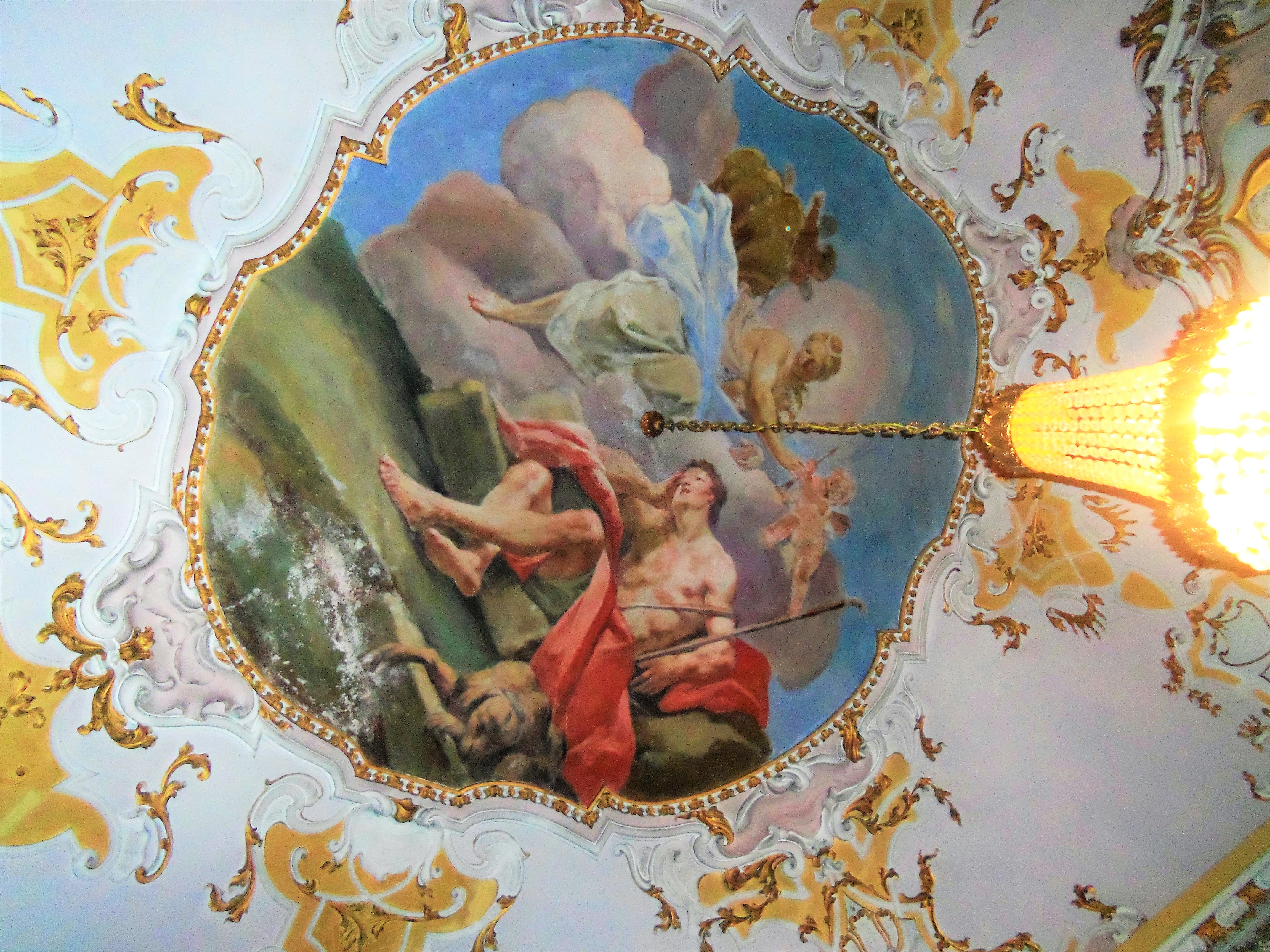
Giovanni Angelo Borroni, Diane et Endimone.
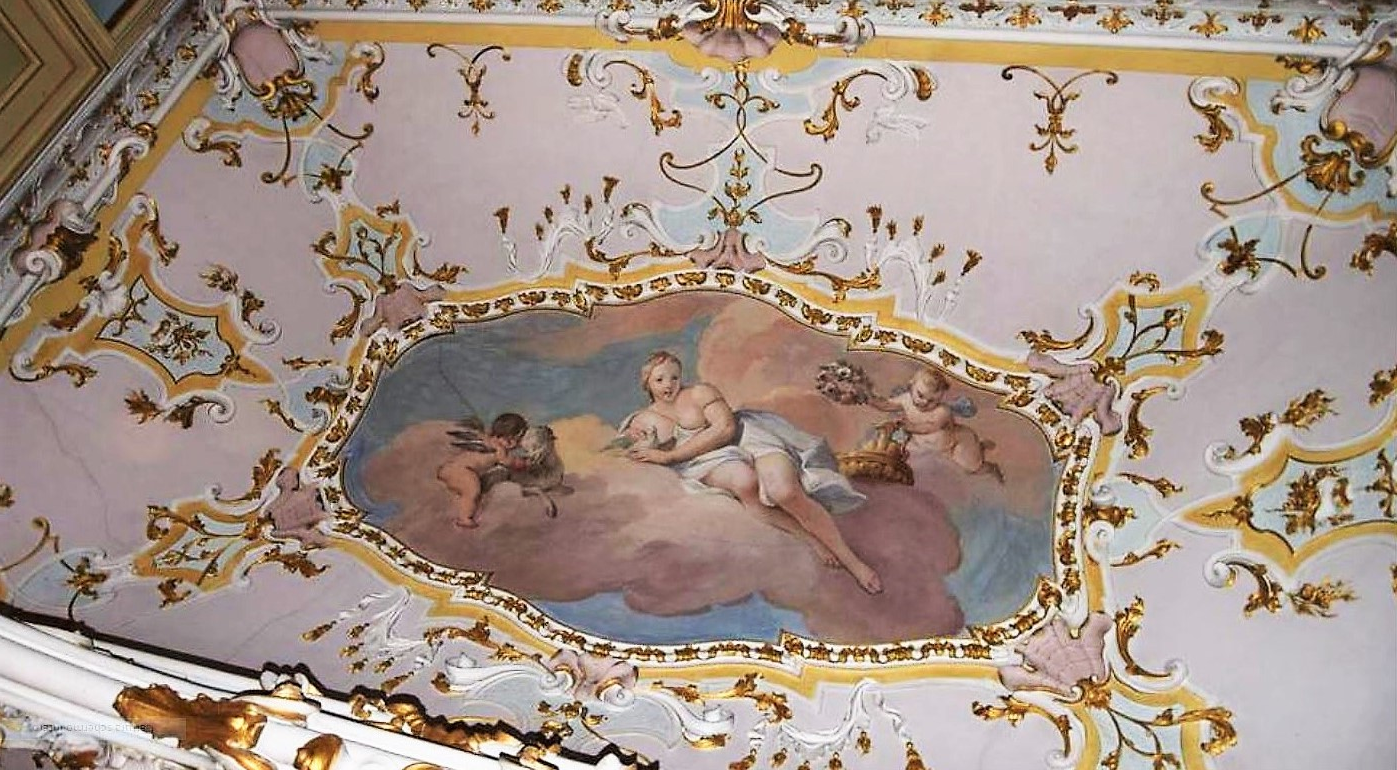
Giovanni Angelo Borroni, Vénus.
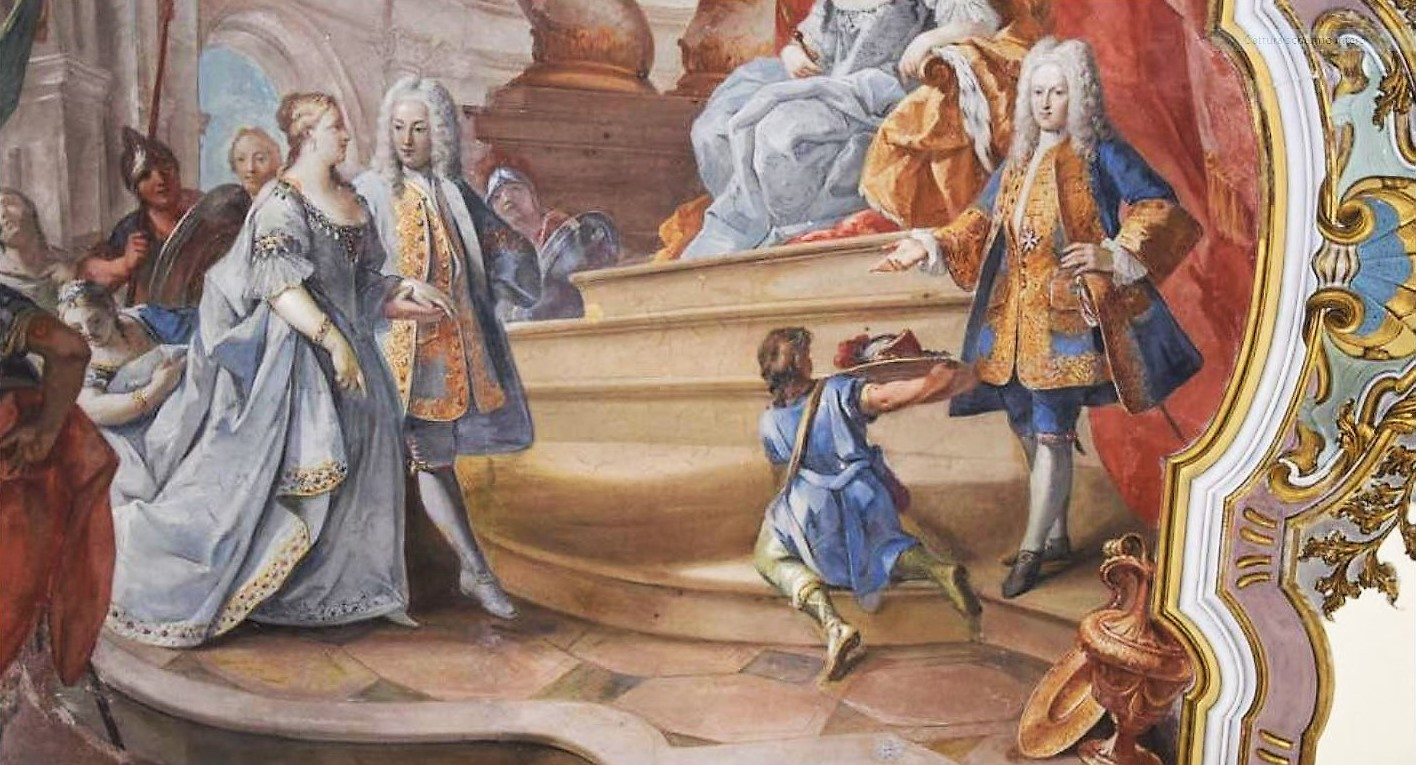
Giovanni Angelo Borroni, Antoniotto Botta Adorno à la cour de la tsarine Anna Ivanovna.

## Architecture
Le complexe remarquablement grand est composé de quatre corps disposés autour d'une cour rectangulaire, avec la façade principale face à la Piazza Botta et une autre aile à droite. Le bâtiment apparaît aujourd'hui sous sa forme "classique", résultat des interventions et des rénovations entre 1887 et 1893, conçues par l'ingénieur Leopoldo Mansueti et mises en œuvre par l'ingénieur Augusto Maciachini, qui déjà à l'époque ont suscité la controverse car elles ont détruit de nombreuses salles baroques. du bâtiment. En effet, la façade actuelle sur la place, les deux escaliers symétriques, la définition architecturale des élévations sur cour et celle sur l'espace jardin datent de cette période, aujourd'hui largement occupée par des pavillons et des bâtiments édifiés pour les instituts scientifiques et de la clinique du travail. De plus, toujours dans les mêmes années, un nouveau bâtiment est construit à l'arrière de la cour noble, doté de grandes exèdres semi-circulaires munies de hautes cheminées d'aération réalisées à l'imitation des minarets,.
La façade a une physionomie classiciste : elle est marquée au centre par un double ordre de demi-colonnes (doriques au rez-de-chaussée et ioniques au premier étage) qui encadrent sept axes de fenêtres, et avec un portail en arc au centre. Le premier étage, bossagé, est percé de fenêtres, tandis qu'au premier étage se trouvent des fenêtres encadrées, couronnées par une alternance de tympans triangulaires et semi-circulaires, sur une face d'assises régulières de briques laissées apparentes. Les deux autres côtés de la longue façade reprennent, avec de petites variations, les formes de la partie centrale, mais sont entièrement enduits. Par la porte, vous pouvez accéder à deux escaliers symétriques, qui vous permettent de monter au premier étage, où certaines pièces du palais baroque d'origine ont été conservées. En particulier, cinq salles conservent les fresques attribuées à Giuseppe Natali sur les voûtes, comme la salle située dans l'angle nord-est du bâtiment, où se trouve la Translation de Psyché sur l'Olympe, encadrée par des pilastres et des colonnes doriques et des bustes de divinités peintes classiques. Ensuite, il y a la salle avec le grand médaillon sur la voûte représentant une Allégorie de la Vertu, celle avec une Allégorie de la Renommée. En correspondance avec la salle de l'Allégorie de la renommée, sur le côté Sud du même bâtiment, il y a une salle avec l'enlèvement de Céphale. Dans d'autres salles, couvertes de faux plafonds ou cachées par des badigeons, on trouve d'autres fresques.
Deux autres pièces, probablement décorées après l'agrandissement de 1738, conservent le décor d'origine du XVIIIe siècle : une pièce qui servait d'antichambre à une chambre et l'alcôve. La première salle est certainement celle qui a conservé ses caractéristiques d'origine, elle est décorée de stucs, elle conserve les portes du XVIIIe siècle en bois sculpté, la cheminée en marbre polychrome (toujours équipée du pare-feu portant les armoiries Botta Adorno), tandis que sur la voûte se trouve une grande fresque représentant Diane et Endymion, attribuée à Giovanni Angelo Borroni. La fresque de la voûte de la niche de l'alcôve est d'un tout autre type : elle représente Antoniotto Botta Adorno (envoyé par Marie-Thérèse à Saint-Pétersbourg pour négocier la paix entre les empires autrichien et russe et conclure le mariage entre son cousin de l'impératrice, Antony Ulrich de Brunswick, et la nièce de la tsarine, Anna Leopoldovna) aux pieds de la tsarine Anna de Russie intronisée avec les deux époux.